# Théodosie
Pour les articles homonymes, voir Théodosie (homonymie).
Théodosie ou Feodossia (en russe : Феодосия / Feodosiia, en ukrainien : Феодосія, Теодосія / Feodosiia, Teodosiia, en tatar de Crimée Kefe, en arménien Թեոդոսիա) est une ville de république autonome de Crimée, en Ukraine, intégrée à la municipalité de Théodosie. Théodosie s'est appelée Caffa lorsqu'elle fut colonie génoise et Kefe à l'époque ottomane. Elle s’appelle toujours Kefe en tatar de Crimée. Elle est occupée par la Russie depuis 2014. Sa population s'élevait à 66 293 habitants en 2021.

## Géographie

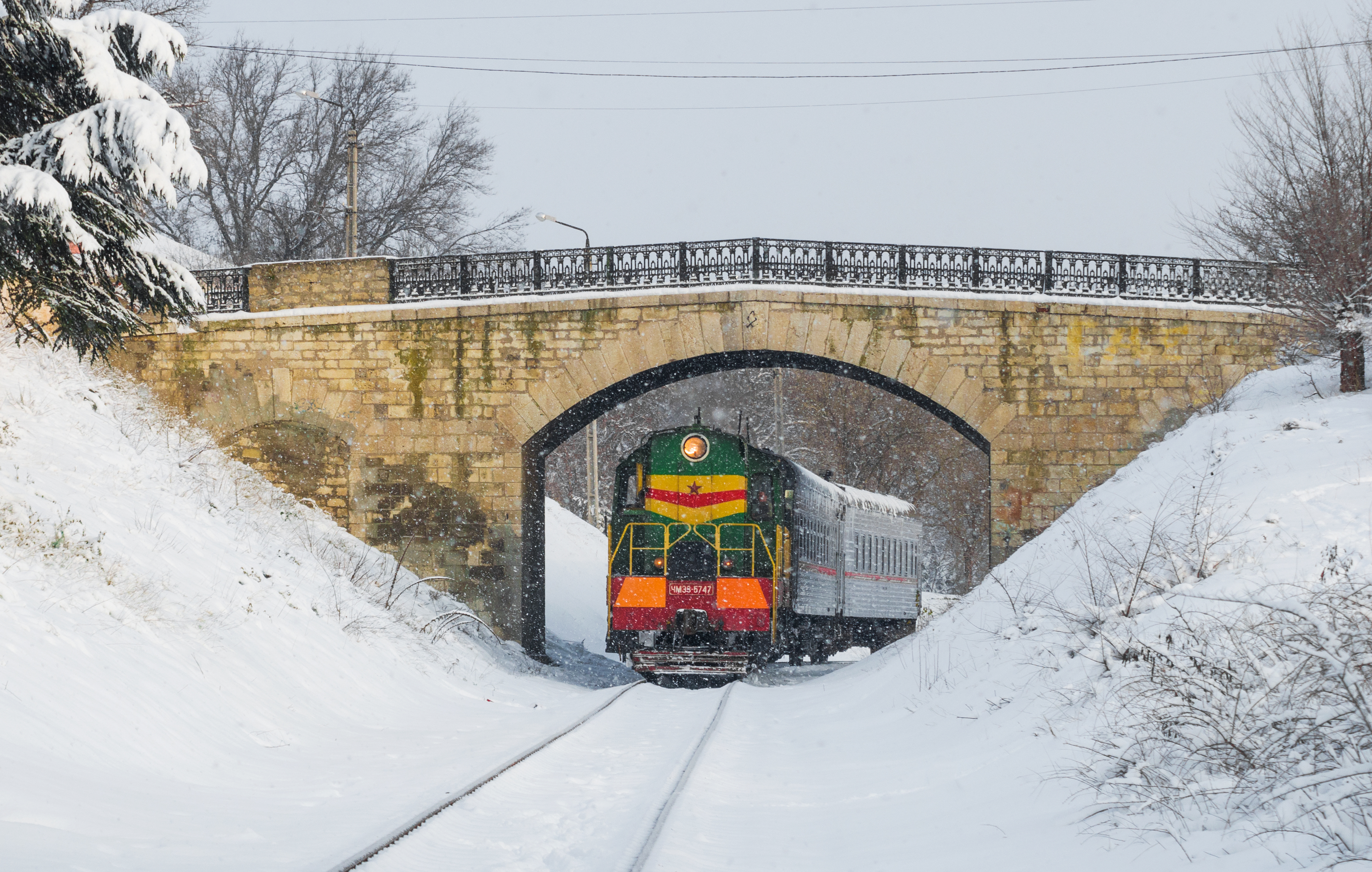
Pont et chemin de fer à Théodosie. Janvier 2019.

Théodosie est une ville portuaire de la côte méridionale de la péninsule de Crimée. Elle occupe une position stratégique à proximité du détroit de Kertch, qui relie la mer Noire à la mer d'Azov, mer qui gouverne l'accès au Don et par là à la mer Caspienne via le canal de la Volga. Théodosie se situe à proximité immédiate des contreforts tauriques.

## Histoire

Les colonies grecques du nord de la mer Noire.

### Premiers peuplements
Au cours de son histoire, Théodosie est successivement occupée par les Grecs, les Romains, les Bulgares, les Mongols, les Génois (sous le nom de Caffa), les Ottomans (sous le nom de Kefe), les Polonais, les Cosaques et enfin les Russes.
La fondation de la ville par les Grecs remonte au VIe siècle av. J.-C. et est contemporaine de Chersonèse, ancienne cité proche de Sébastopol. Elle est intégrée au royaume du Bosphore durant le règne de Leucon Ier. Selon une légende, du temps des Grecs, Théodosie était alimentée en eau potable par un ingénieux système capable de capter la rosée. Ce système aurait été reconstitué avec succès au début du XIXe siècle par le savant Friedrich Zibold, mais son impossibilité concrète a été récemment démontrée par le chercheur français Daniel Beysens.

### Caffa (colonie de la république de Gênes) 1281-1475
Théodosie devient plus tard une colonie génoise, sous le nom de Caffa, et le centre de la zone d'influence génoise au nord de la mer Noire. Les Génois s'y établissent d'abord en 1281, mais doivent partir brièvement en raison de raids mongols, avant de revenir en 1312. En 1346, l'épidémie européenne de peste noire éclate à Caffa. Les Mongols sont les premiers à utiliser la peste comme arme biologique cette même année : durant le siège de Caffa, ils jettent les corps de leurs soldats morts de la peste par-dessus les murs de la ville.
La ville devient un centre de commerce important — le port pouvait accueillir pas moins de deux cents navires — et compte, à la fin du XVe siècle, environ 70 000 habitants, génois à 80 %, ce qui en fait une ville relativement importante. Une grande partie du commerce en mer Noire passe par Caffa, les Génois essayant à plusieurs reprises de monopoliser ce commerce, avec de considérables succès.
La période génoise se termine en 1475, année de la conquête par les Ottomans qui prennent Caffa ainsi que leurs autres comptoirs du bord de la mer Noire.

### Kefe (période ottomane) 1475-1783
En 1475, le sultan Mehmet II conquiert les colonies génoises de Crimée, notamment le port de Caffa, pris par le grand vizir Gedik Ahmed Pacha le 6 juin. Le sultan installait ainsi l'Empire ottoman au nord de la mer Noire et faisait de celle-ci un lac turc. Cette avancée lui donna le contrôle du trafic d'esclaves et de la route de la soie.
La ville devient la capitale du sandjak de Kefe (nom turc de Caffa), dépendant directement de la Sublime Porte et non du khanat de Crimée. En 1568, avec d'autres possessions ottomanes sur la rive nord de la mer Noire, la province forme le pachalik de Kefe. En 1622, au cours d'une incursion en mer Noire des Cosaques au service de la Pologne, la ville est mise à sac.

### Période russe 1783-1991
En 1778, l'impératrice Catherine II décide de déporter sur le continent la population grecque de Crimée. À cet effet, elle ordonne la fondation d'un port et d'une ville qui reçoivent le nom grec de Marioupol.
Durant la Seconde Guerre mondiale, après la prise de la ville par les Allemands de la 11. Armee, le 3 novembre 1941, la population juive de Théodosie est appelée à se faire enregistrer par le Sonderkommando 10b de l'Einsatzgruppe D, commandé par Otto Ohlendorf. Le 1er décembre 1941, les Juifs et Krymchaks de la ville sont regroupés dans un ghetto. Trois jours plus tard, le 4 décembre 1941, une grande partie de la population juive, ainsi que des Krymchaks, Tsiganes et « communistes » sont assassinés par le Sonderkommando 10b. Sur les 3 248 Juifs vivant à Théodosie avant l'invasion allemande de l'Union soviétique, 2 000 à 2 500 avaient été tués à la fin de 1941. Le 29 décembre 1941, lors d'une contre-offensive manquée, les fusiliers marins soviétiques s'emparent temporairement d'un hôpital de campagne allemand où ils massacrent 160 blessés allemands.

### Période ukrainienne 1991-2014
En 1954, la Crimée est rattachée par un décret soviétique à la République socialiste soviétique d'Ukraine et en 1991 devient la République autonome de Crimée au sein de l’Ukraine nouvellement indépendante.
Le 27 mai 2006, le cargo américain SS Advantage mouille l'ancre à Théodosie pour y débarquer du matériel et du personnel technique en prévision de l'exercice Sea Breeze. Le navire bénéficie pour cela de l'autorisation du président ukrainien Viktor Iouchtchenko, récemment élu à la suite de la Révolution orange. N'ayant toujours pas réussi à former un gouvernement. Viktor Iouchtchenko n'avait pas demandé l'autorisation du Parlement pour accueillir ces troupes étrangères sur le sol ukrainien, alors que la constitution ukrainienne exige un vote au Parlement. Les ministères ukrainiens de la Défense et des Affaires étrangères signalent néanmoins que le SS Advantage est un navire commercial et qu'une autorisation du Parlement n'est donc pas nécessaire. De nombreux membres du Parlement protestent néanmoins vivement. La population de Théodosie et les mouvements pro-russes participent à des manifestations massives dans le port, afin d'empêcher le débarquement du matériel et du personnel. Finalement, le matériel n'est débarqué que le 30 mai, le personnel reste à bord et l'exercice Sea Breeze est annulé.

### Administration russe
Depuis 2014, comme toute la Crimée, la ville est administrée par la Russie (occupation non reconnue par la communauté internationale).
Dans la nuit du 26 décembre 2023, l'armée de l'air ukrainienne réussit à détruire ou à endommager un navire de guerre russe, le Novotcherkassk, à quai dans le port, avec un missile de croisière.
Le terminal pétrolier de Feodossia est en feu en octobre 2024, un millier de civils sont évacués. Alors que l'armée ukrainienne revendique avoir touché avec des missiles ce terminal qui permet d'alimenter en particulier l’armée russe, les autorités locales confirment l’incendie, mais ne précise pas son origine

## Population
Recensements (*) ou estimations de la population :
| 1829  | 1838  | 1861  | 1874   | 1897*  | 1911   |
| ----- | ----- | ----- | ------ | ------ | ------ |
| 3 700 | 4 500 | 8 400 | 10 600 | 24 096 | 38 000 |

| 1923*  | 1926*  | 1939*  | 1959*  | 1970*  | 1979*  |
| ------ | ------ | ------ | ------ | ------ | ------ |
| 22 663 | 27 347 | 45 032 | 46 327 | 64 938 | 76 402 |

| 1989*  | 2001*  | 2010   | 2011   | 2012   | 2013   |
| ------ | ------ | ------ | ------ | ------ | ------ |
| 83 912 | 74 669 | 70 392 | 70 043 | 69 786 | 69 461 |

| 2014   | 2015   | 2016   | 2017   | 2018   | 2019   |
| ------ | ------ | ------ | ------ | ------ | ------ |
| 69 038 | 69 145 | 68 562 | 67 993 | 67 902 | 68 029 |

| 2020   | 2021   | - | - | - | - |
| ------ | ------ | - | - | - | - |
| 68 001 | 66 293 | - | - | - | - |

## Patrimoine
La galerie nationale d'art d'Aïvazovski.

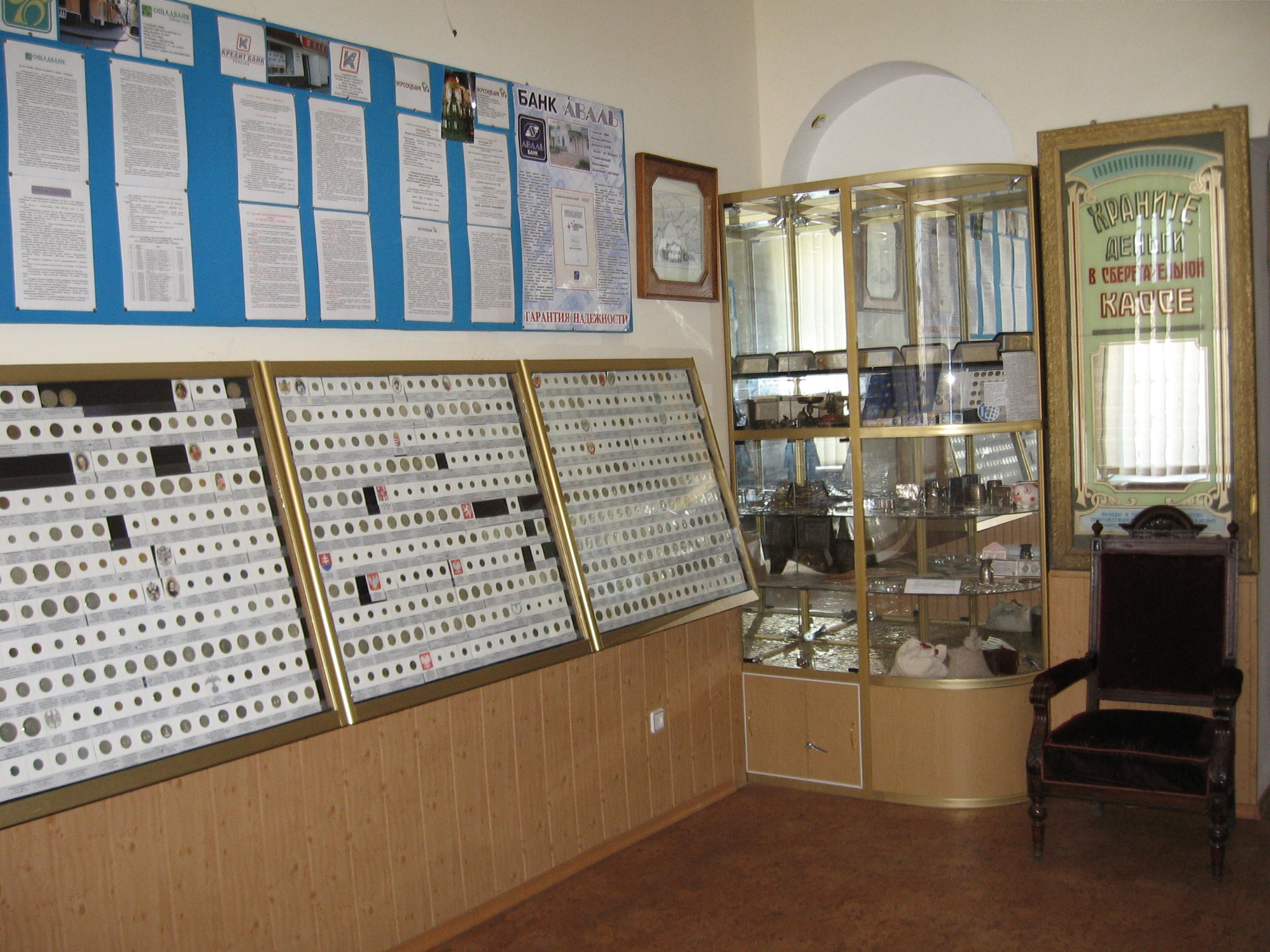
Le musée monétaire de Théodosie.
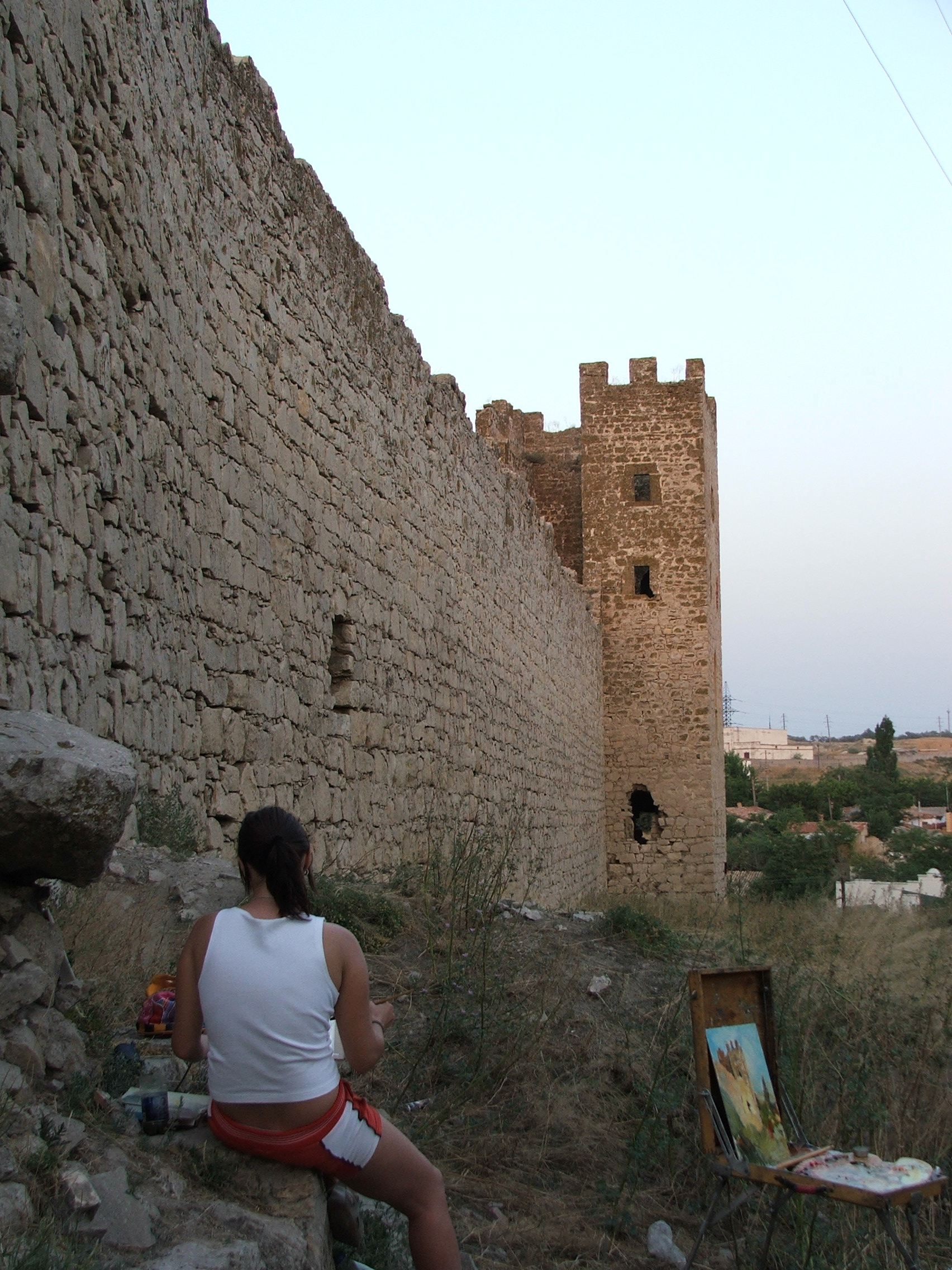
La Caffa.
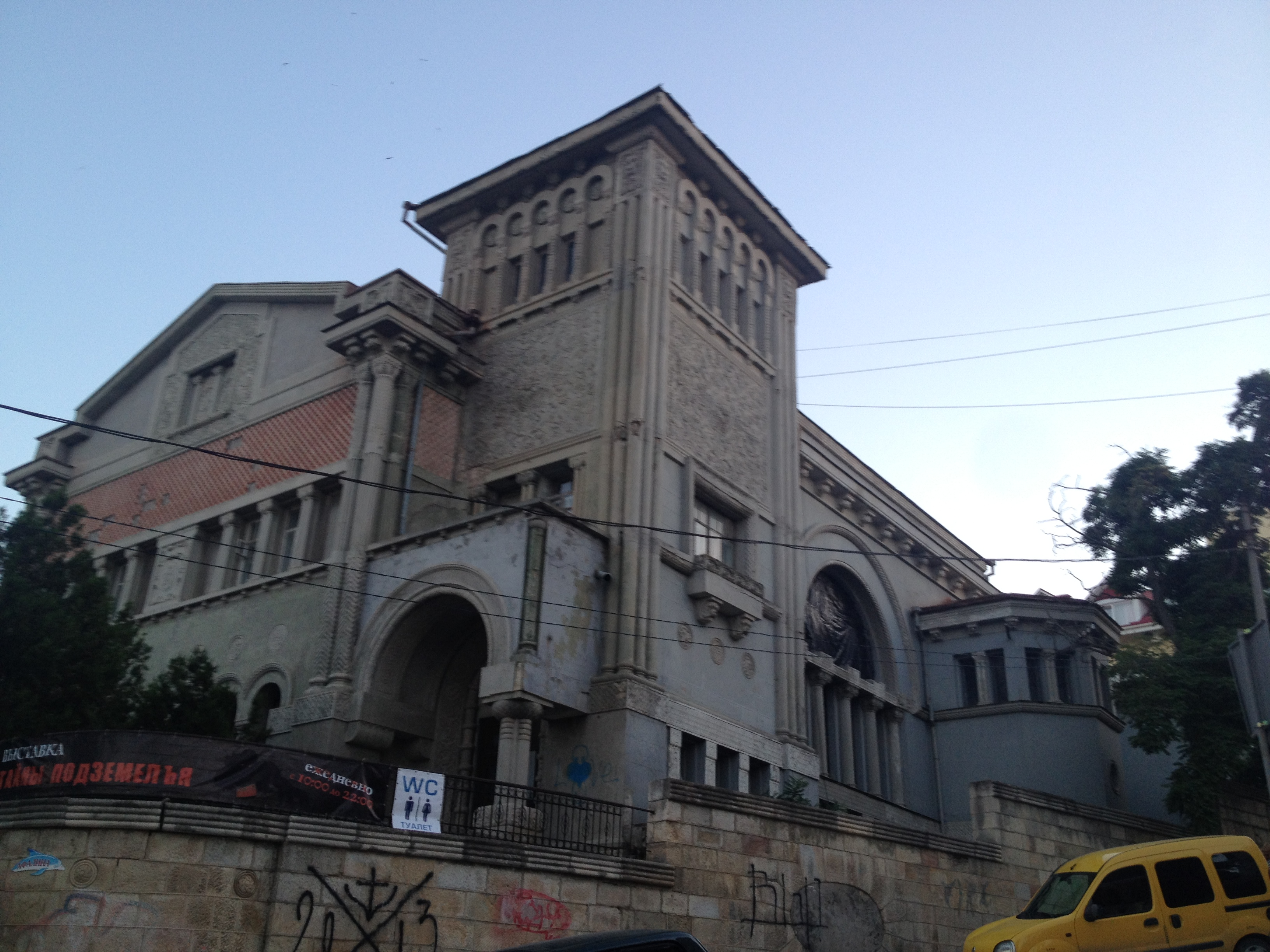
La datcha Solomon classée[11].
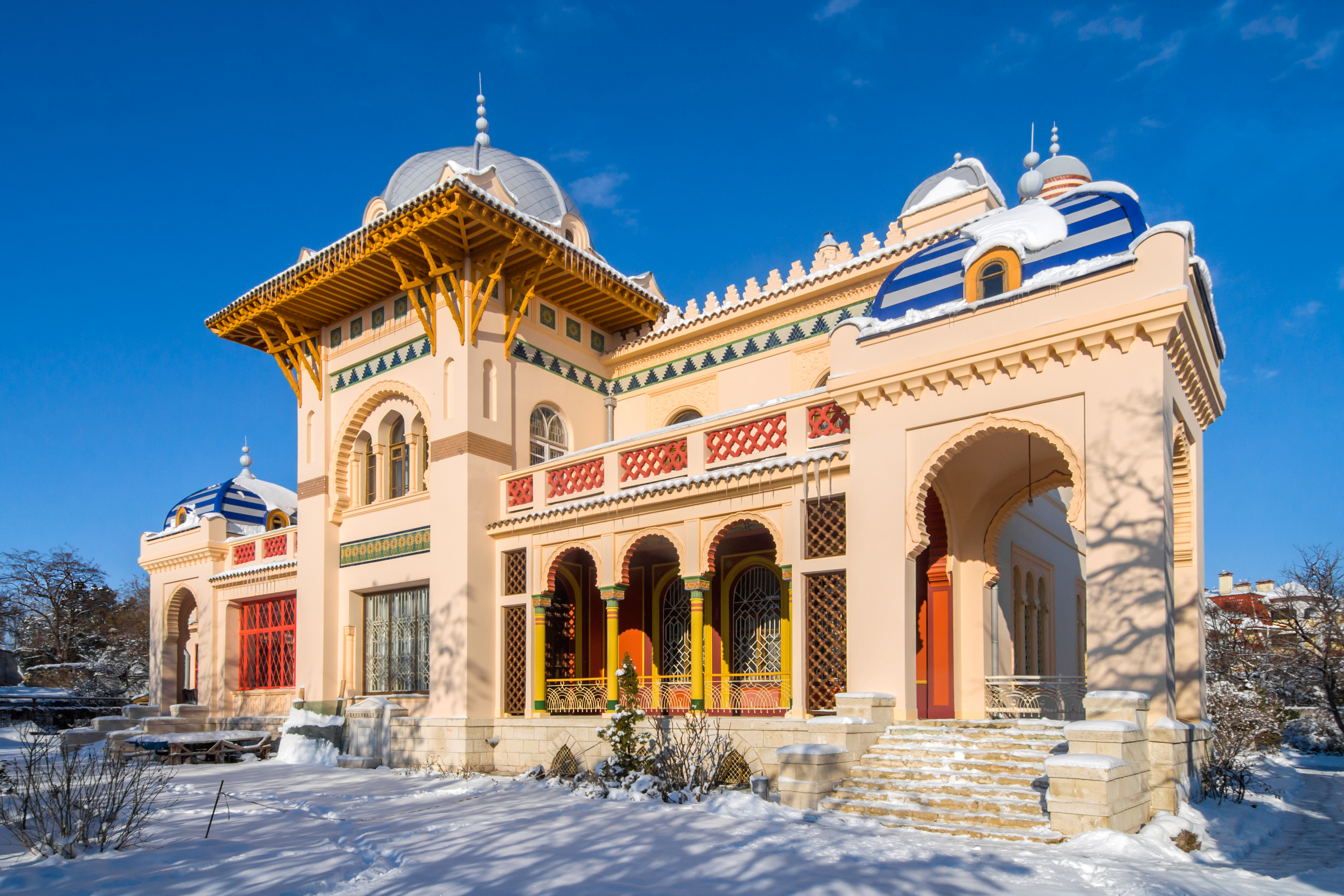
La datcha Somboli classée[12],[13].
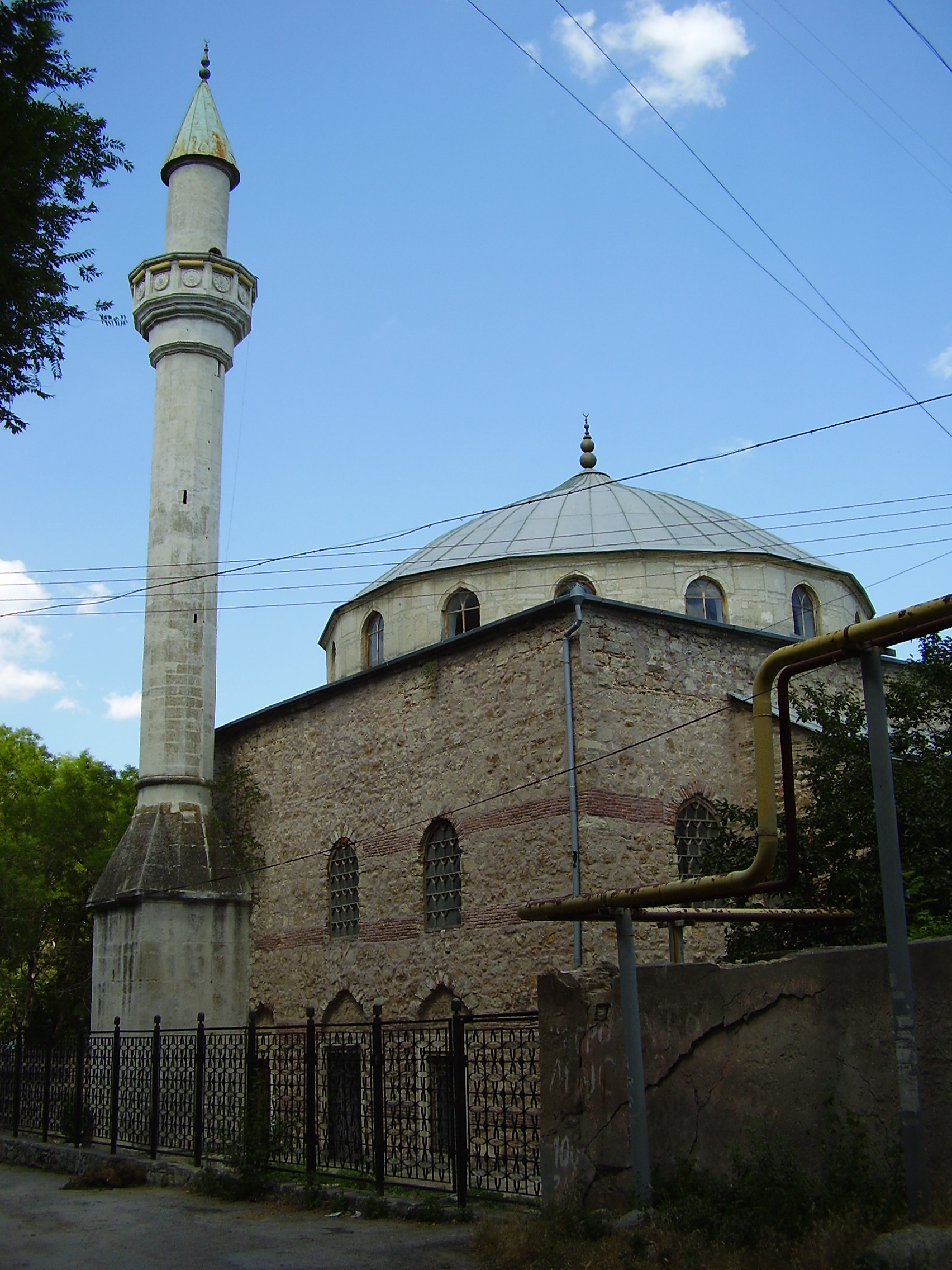
La mosquée Mufti-Djari classée[14].
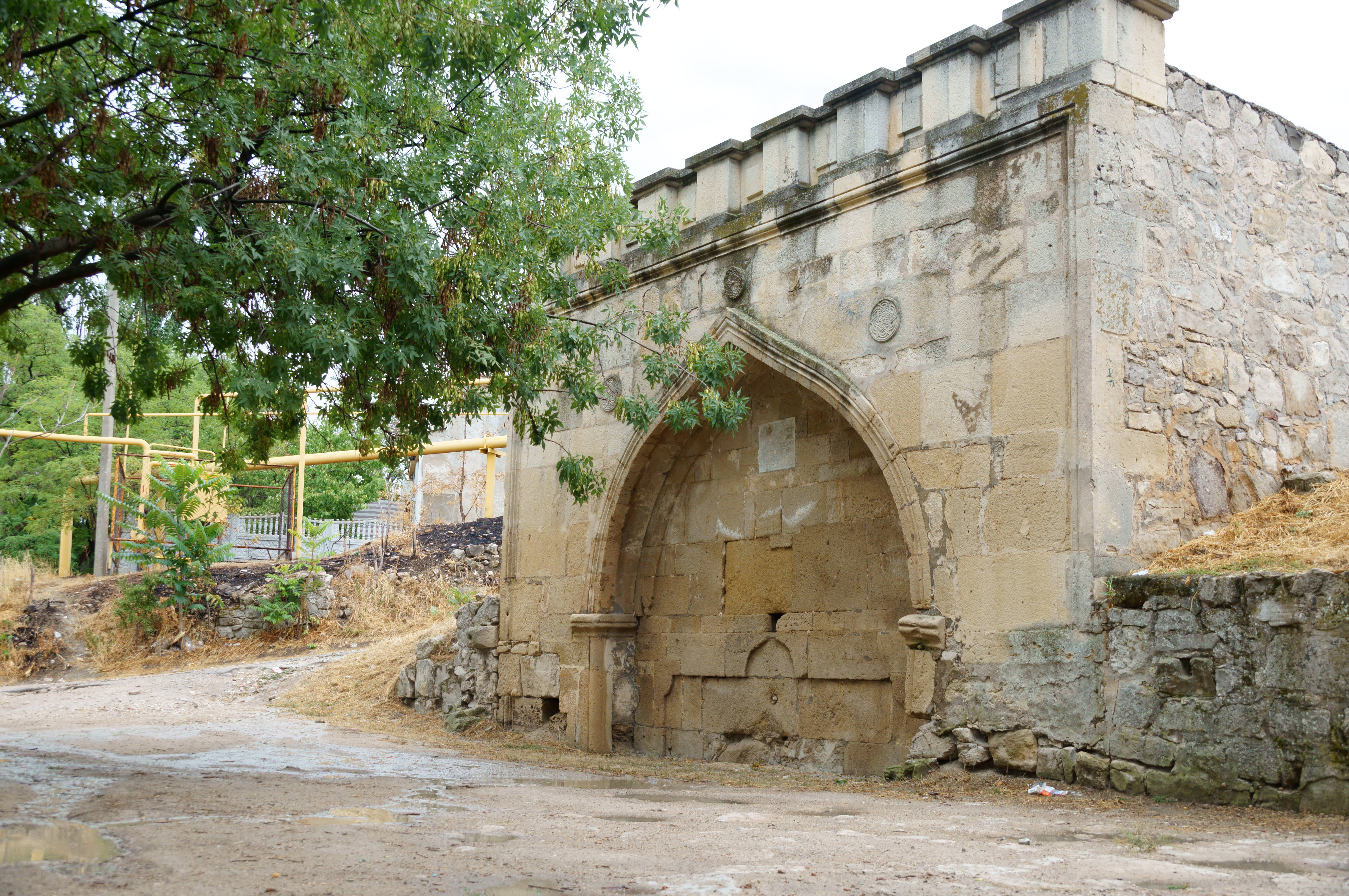
La fontaine arménienne classée[15].
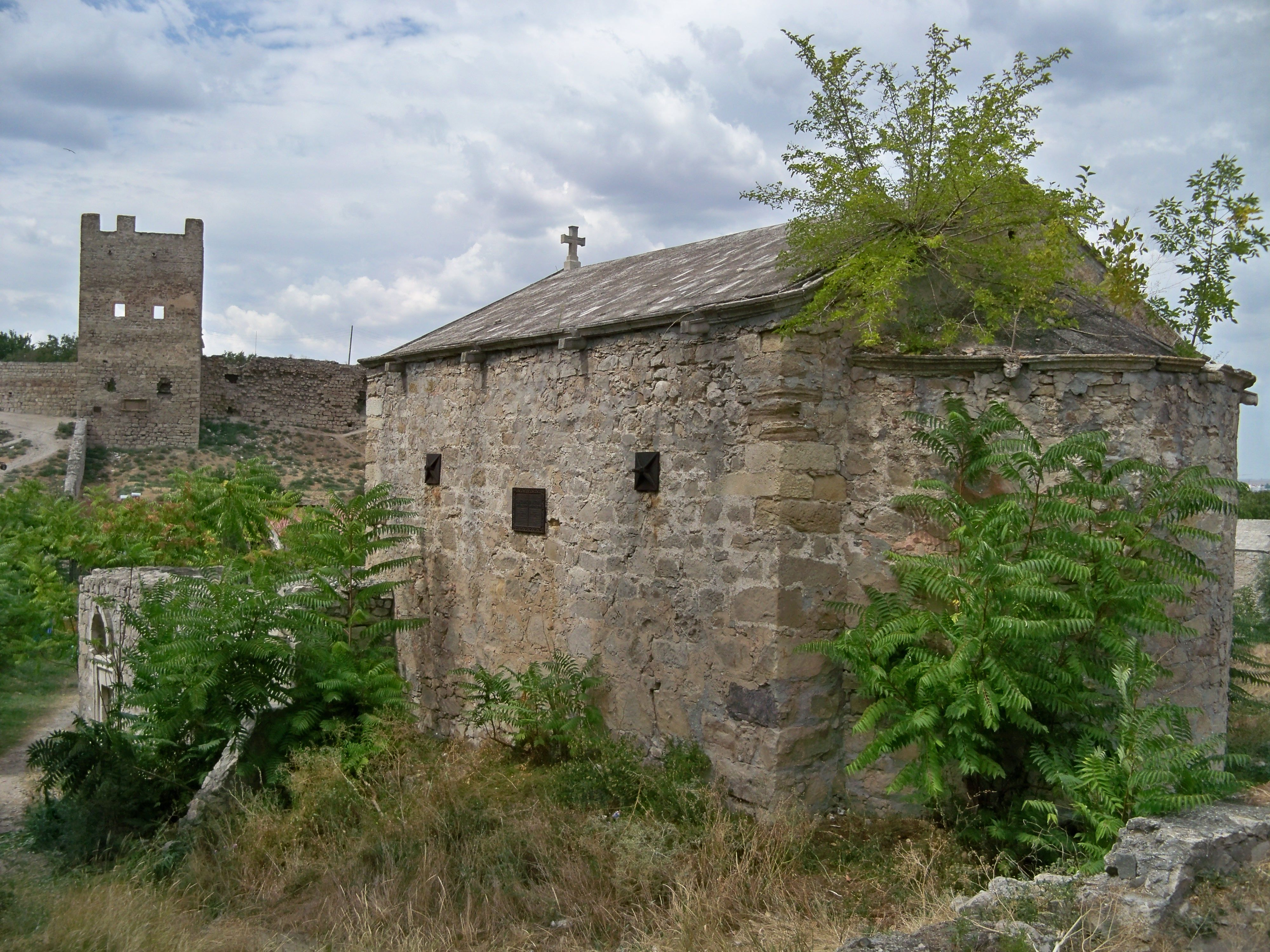
L'église arménienne Saint-Jean classée[16].

## Économie
Le port de Théodosie était en 2004 le septième port d'Ukraine avec un trafic de 5 334 700 tonnes, mais de seulement 1 365 000 tonnes l'année suivante. La ville possède deux gares ferroviaires la gare de Théodosie et celle de Aivazovska.

## Jumelages
- Kharkiv (Ukraine) depuis 1996
- Samara (Russie) depuis 1999
- Ptolemaïda (Grèce) depuis 2002
- Stavropol (Russie) depuis 2002
- Koursk (Russie) depuis 2002
- Donetsk (Ukraine) depuis 2002
- Mykolaïv (Ukraine) depuis 2003
- Province de Bergame (Italie) depuis 2003
- Azov (Russie) depuis 2006
- Kołobrzeg (Pologne) depuis 2007
- District administratif est (Moscou) (Russie) depuis 2007
- Severodvinsk (Russie) depuis 2008
- Armavir (Arménie) depuis 2008
- Ashkelon (Israël) depuis 2010
- Kronstadt (Russie) depuis 2010

## Personnalités
Personnalités nées à Théodosie :
- Ivan Aïvazovsky (1817-1900), peintre arménien ;
- Antonino Durante (1818-1899), en russe Антоний (Антон, Антонин) Леонардович Дуранте, commerçant et maire de Théodosie (1860-1863) ;
- Lev Lagorio, peintre ;
- Boris de Fast (1891-1973), acteur et scénariste français ;
- Brucha Goda Besman (Ginsburg) (1894-1985), chanteuse mezzo-soprano et mère de Serge Gainsbourg[18] ;
- André Barsacq (1909-1973), metteur en scène et directeur de théâtre français ;
- Tolia Nikiprowetzky (1916-1997), compositeur et ethno-musicologue français ;
- Larissa Verbitskaïa (1959-), présentatrice de télévision russe ;
- Yana Doubynianska, journaliste et autrice.